# Broholmer
Il broholmer  è una razza canina di origine danese riconosciuta dalla FCI (Standard N. 315, Gruppo 2, Sezione 1).

## Storia
Le origini della razza risalgono a molto tempo fa. Discende dai molossoidi allevati fin dal medioevo utilizzati soprattutto per la caccia, allora al cervo. Alcuni anni dopo, vennero ad aumentare i suoi impieghi nella guardia e nella difesa della casa e dei possedimenti nei quali eccelse subito dimostrando di essere molto adatto per quel tipo di lavoro. Nel XVIII secolo cominciò la selezione per fissare i caratteri principali. Il più grande allevatore fu il conte Sehested di Broholm, dal quale prese il nome. Il numero di esemplari aumentò notevolmente fino alla seconda guerra mondiale nella quale rischiò seriamente l'estinzione. Nel 1975 un gruppo di appassionati riuscì a far uscire dal rischio di estinzione la razza portandola ad un numero di esemplari soddisfacente. Agli inizi del Novecento era conosciuto come "cane danese" ma nel 1982 la FCI riconobbe la razza fissandola con il nome di broholmer.
È poco conosciuto al di fuori della Danimarca.

## Descrizione
Il pelo è corto e grosso. Sottopelo spesso. I colori ammessi sono il fulvo con maschera nera, rosso-dorato, nero. La coda è grossa alla radice e di media lunghezza. Il pelo non deve formare spazzola sulla parte inferiore. Gli occhi sono rotondi e non troppo piccoli, con espressione intelligente. Il loro colore varia dal marrone scuro all'ambra scuro. Le orecchie sono piccole e attaccate piuttosto alte. La testa è relativamente grande e larga. La linea superiore del cranio si trova su un piano un po' più alto della linea superiore del muso, ma parallela. Il cranio è molto largo e potente. Il muso è relativamente corto e grosso, con labbra pendenti. La mascella inferiore e quella superiore hanno uguale lunghezza. Le mascelle hanno una forte muscolatura e la pelle della gola è staccata. Stop non troppo marcato.

## Carattere
Il carattere di questa razza è piuttosto equilibrato grazie alla lunga selezione dal 1975. È sempre calmo e costante. tranquillo ma con gli occhi ben aperti su tutto quello che accade intorno a lui. Amichevole con le persone che conosce. Molto adatto a stare in famiglia se abituato correttamente sin dalla nascita.

## Adatto per...
- Compagnia
- Difesa
- Guardia

## Non adatto per...
- Agility Dog
- Fly ball
- Freestyle
- Obedience
- Protezione civile